# 志村けん
志村 けん（しむら けん、1950年〈昭和25年〉2月20日 - 2020年〈令和2年〉3月29日）は、日本のコメディアン、ギタリスト、俳優。ザ・ドリフターズのメンバー。東村山市名誉市民。
1973年までの芸名の表記は「志村 健」。活動名「志村 けん」本名は志村 康徳（しむら やすのり）で、構成作家としては本名名義でクレジットされた。
2020年3月、当時パンデミック初期であった新型コロナウイルス感染症（COVID-19）による肺炎で死去（後述）。生前は渡辺プロダクションを経てイザワオフィスに属し、死去したザ・ドリフターズのメンバーのいかりや長介や仲本工事と同様、没後も籍を残している。

## 来歴
志村家の三男として東京都北多摩郡東村山町（現：東京都東村山市）に生まれる。父は小学校教諭で、2人の兄は大学を卒業して公務員になったが、自身は大学へ行かず異なる人生を歩むこととなった。なお、芸名の「けん」は父の名前から取ったものである。

### 小学校時代
変なことばかりやっており、そのきっかけは小学校1年の運動会でうんこをもらしたことで、そのイメージを消そうとおもしろいことをやり始めたという。小学4年の頃は友人宅で落語のレコードを聴き、それを真似て学級会で酔っ払いのコント等を披露している。
人を笑わせることがとにかく好きだった。

### 中学校時代
父が厳格な人物で家庭に笑いがなかったため逆に笑いにすごく飢えていたが、当時はまだ珍しかったテレビのお笑い番組で漫才や落語を観ていた時だけは、嫌な日常を忘れることが出来たという。このためこの時間だけが志村が家でくつろげた時間であった。志村によれば「お笑い番組を観ている時だけは、親父も声を出して笑っていた」と語っており、その体験から、お笑い芸人の世界に憧れを抱くようになり、中学生の頃から本格的にお笑いを仕事とすることを決心する。志村が中学生だった頃の父は教員として毎日決まった時間に職場に行って帰ってくる生活をしており、そんな生活は耐えられないと思っていたという。校長への昇進を目指して勉強に励む毎日を送っており、志村はそんな父に反発していたが、その一方で後年には「ずっと大嫌いだったけど、親父と酒を飲んでみたかった。叶わない夢だけどね」と友人の一人に話していたという。
この頃、自分の小遣いのために家の近所でバイトを経験しており自らを「コツコツ型で努力家」と評している。
東村山市立東村山第二中学校在学中は文化祭でよくコントを披露していたといい、所ジョージの従兄とも親友だった。ビートルズのファンで、その反骨精神に惹かれて影響（長髪と服装）を受けた。
このころからコメディアン以外の道はないと考えていたが、これには父親への反動もあった。

### 高校時代
両親の方針で「お金がかからない都立に行け」との理由から、新設された東京都立久留米高等学校（現東久留米総合高校）に進学し、同高の第1期生となる。中学校から同高を受験したのは志村を含めて13人で、教師からは「志村は無理だろう」と言われたが、合格したのは志村1人だけだった。同高では気になる女性と同じ時間に下校するためにサッカー部に所属し、ゴールキーパーとして活躍した。
中学に続いて高校でも文化祭でコントを披露しており、腹巻きにステテコの姿で口のまわりを黒く塗って、てんぷくトリオの様な格好した写真が残っているという。応援団長として、応援にコント55号の動きを取り入れて「なんでそうなるの?」のギャグを取り入れたりもした。校内では仲の良い友達と化学の授業用の白衣で偉そうに先生みたいな顔をして歩いたりしていた。初恋愛も高校2年生と早い方だったが（本人曰く、その時代ではクラスに2組ぐらいしかいないのが普通だったという）、いわゆるクラスの人気者というわけではなく仲のいい2、3人の友達とふざけあうのが日常だった。
久留米高校1期生だったので入学式は東久留米の農協で行い始業式は小金井公園で行った。
高校2年生の時に日本武道館でのビートルズ来日公演を観に行っている。高校は制服だったが、ビートルズの影響で長髪にタートルネックで学校に通っていた。
ゴルフ場のキャディや運送屋のアルバイトをしていた。
中学時代の1962年、父は仕事からの帰宅途中に家の前で交通事故にあった。事故直後は大事に至らなかったが、3年後、後遺症により重度の脳障害を発症。この頃には障害が進行しており、弟子入りに関して両親の反対は無かったが、大学に行かなかったことに関しては怒っていた。

### 付き人から芸能界デビューを経てドリフターズ入り
1968年2月、高校卒業間際にいかりや長介の家へ直接押しかけ、弟子入りを志願する。
由利徹、コント55号、ドリフのいずれに弟子入りするか迷ったが、音楽性の面からドリフを選んだ（高校2年時に由利徹を訪ねて弟子入りを志願したが、大学に行ったら気が変わると言われ断られている、これがきっかけで高卒で芸能界に入ることを決心する）。雪の降る中、いかりやの帰宅を12時間ほど待ち続けるも門前払いされたが、それでも食い下がったため根性を買われ、「ボーヤ（付き人）」が辞めてメンバーに欠員が出たらという条件で仮採用された。いかりやは後に「帰宅すると勝手に居ただけで待っててくれと言った覚えはない」と語っている。
1週間後に呼び出された後楽園ホールで、いかりやから正式にドリフのボーヤとして採用を告げられた志村は「じゃあ（高校）卒業したら来ます」と答えると、「バーカ、明日から行くんだよ青森に!」と言われ、翌日から青森巡業などへ同行させられるなどすぐに多忙となり、高校卒業式は当日の午前中だけ時間を貰い慌ただしく式に出席し、仕事に戻った。
この時の月給は4500円。裸足で外出する、いつも空腹でマヨネーズだけでご飯を食べる、ドリフターズのメンバーが残したラーメンの汁をあてにしてライスだけ注文するといった生活を送っていた。

#### 脱走
加藤茶の付き人となるも、1年余りで一度辞めて、バーテンダーなどのアルバイトをしていた。仲間が伝えるのを忘れていたため、脱走したとメンバー内で騒がれていた。戻って来た時にはいかりやの家に行きづらかった事から、加藤の家で居候し、加藤からいかりやへ口添えしてもらったところ、「二度も弟子入りする奴は、よくよく好きなんだろう」と帰参を認めてくれた。その後、しばらく加藤の付き人として、加藤家に居候する。

#### マックボンボン結成、消滅
1972年、22歳の時に井山淳とお笑いコンビ・「マックボンボン」を結成し、「志村健」の芸名で芸能界デビュー。井山のボケに対して、志村が立ったままの姿勢から足で顔面にツッコミを入れるなど、身体を張ったネタを披露し、歌謡ショーの前座として人気を獲得していく。
動いて笑わす野球のネタや、ゴールデンハーフのネタ、高齢者向けに雲の上団五郎一座のお富さんなどを前座で披露している。年齢によって内容を変え何があっても客のせいにしないことをモットーとした。10月には早くもコンビの名前を冠したテレビ番組『ぎんぎら!ボンボン!』（『シャボン玉ホリデー』の後番組で、後に放送時間を変更の上で『シャボン玉ボンボン』に改題）に出演が決まり、芸能界デビューが冠スポンサーとなる幸運となるが、知名度の低さ、ネタの少なさもあり人気は低迷（いかりやはテレビのレギュラーが決まる前からそのことを危惧していた）。12月31日放送分で番組は打ち切りとなり、この時点で井山が脱退（失踪）。なお1月末に父が死去。コンビはその後、自衛隊出身の福田正夫を相方に迎えるが、福田はそもそも芸能界志望ではなく、ネタ合わせも全く身が入らない有様で、結局自然消滅した。

#### メンバー見習い
志村はドリフの付き人に戻ったが、戻った直後の1973年12月に「メンバー見習い」の扱いで、「志村けん」に改名した上でドリフに加入した。当初『全員集合』のオープニングテロップは「見習い」と入っていた。

#### 正式メンバーへ
1974年3月31日をもって荒井注が脱退し、4月1日にドリフの正式メンバーに昇格した。この時、いかりやは自分や荒井と同年代の新メンバー豊岡豊の加入、及びすわしんじの昇格も検討していたが、志村の順番であったことと、加藤の推薦により若手の志村が起用された。当時、志村は24歳だった。

### 「東村山音頭」でヒット
ドリフメンバーとなり、ギターを担当するようになった。ドリフの正メンバーになって2年間ほど（この頃の芸名は「志村ケン」の表記もあった）は、ギャグがあまりウケず、志村にとってスランプの時代であった。
転機となったのは、『8時だョ!全員集合』の「少年少女合唱隊」のコーナーで「東村山音頭」を歌ったことで、これにより一躍人気者となる。
当時、メンバーから東村山の田舎者扱いされていた志村は意地になって稽古中に東村山音頭を歌っていたところ、それが受けて舞台で試すこととなった。
初出は1976年3月6日の新潟県民会館での公開生放送での同コーナーで、新潟にちなんだ歌として「佐渡おけさ」を全員で歌い、その後にゲストやドリフメンバーの故郷の歌をそれぞれ歌うという趣向だった。そこで志村は地元の「東村山音頭」を披露することになり、制作段階でリメイクを施して4丁目が完成。これに手応えを感じ、さらにリーダーのいかりやが3丁目を作詞・作曲し、志村の作詞・作曲による1丁目が加えられて、この3曲を本番でまとめて歌った。すると「毎回このコーナーの最後に歌った方がいい」ということになり、ついには各丁目ごとの衣装が作られるまでになり、特に1丁目は毎回様々な衣装で観客や視聴者を笑わせた。志村の「東村山音頭」は東村山市の知名度向上にも大きく寄与した（詳しくは後述）。
いかりやがツッコミであるドリフでは大ボケを担当することが多いが、マックボンボン時代はツッコミであり、『全員集合』でいかりやがポリープの手術後で声を出せない時に、いかりやの代役としてツッコミを担当したこともある。『全員集合』の後半コントなどでも、女性歌手や加藤をボケに立て、自身がツッコミに回るコントもあった。カトケンのコンビでは基本的に加藤がボケで志村がツッコミを担当した。ビートたけしとコントを演じた際も、たけしのボケに志村がひたすらツッコミで回していた。
また、沢田研二とのコント内でのやり取り、息の合ったコンビネーションが人気を呼ぶ（詳細は#沢田研二を参照）。1979年には加藤茶との「ヒゲダンス」、1980年には「♪カラスの勝手でしょ〜」（童謡『七つの子』の替え唄）が人気を博した。
1981年2月18日、仲本工事、TBSプロデューサーの居作昌果と共に競馬のノミ行為容疑で任意聴取を受け書類送検されたことが発覚。当時の新聞の社会面やトップを飾り、朝日新聞の見出しは「ノミ馬券だョ!全員集合」であった。賭金が多額だった仲本と居作は略式起訴で罰金刑となったが、志村は賭金が1万6000円と少額だったことから起訴猶予処分になった。この事件で仲本とともに1か月間謹慎となり、以降しばらく『全員集合』などへの出演を見合わせ、当時ドリフ全員で出演していた永谷園のふりかけのCMも、志村・仲本を除く3人のみが出演しているバージョンに改められた。また、『ドリフ大爆笑』で加藤茶とのコントで、加藤の馬を使ったボケに対して「俺あんまり馬で良い思い出ないんだよ」と語り、加藤が苦笑いで「俺随分働いたっけねあの時」と述べたことがあるなど、他のコントでも、加藤が志村に対してノミ行為のことをけしかけて笑いを取るという場面があった
この頃のインタビューでは夏休みは毎年10日はとる、高校時代は50キロだったがいまは63キロなどと答えていた。

### ピン活動
1985年に『全員集合』が終了し、後番組として1986年に『加トちゃんケンちゃんごきげんテレビ』がスタート。加藤がボケで、志村がツッコミを担当する。その後、自身をメイン出演者とした初の冠番組『志村けんの失礼しまぁーす!』、『志村けんのだいじょうぶだぁ』、『志村けんのバカ殿様』などで、ドリフメンバー以外（田代まさし・松本典子・桑野信義・石野陽子・ダチョウ倶楽部〈1997年以降〉）との活動が多くなる。この頃から「変なおじさん」に代表される、ドリフとは一線を画した独自のコントスタイルを確立し、第2の人気ピークとなるがこれ以降胃潰瘍に苦しむ。
1988年の大晦日には、山中秀樹と共にニュース番組『デイトライン特別版』のキャスターを担当した。
1990年に発表された高額納税者の俳優・タレント部門では5位(前年6位)の1億473万円(中村歌右衛門、三田佳子、中村武敏、西村晃に次ぐ)だった。
また1991年にはいしのようこが恋人であることを明言した。
1993年に発表された高額納税者の俳優・タレント部門では2位(前年11位)の1億1061万円(1位は三田佳子)だった。

1996年にはゴールデンタイムのレギュラーから深夜枠で『志村〝X〟』『志村〝XYZ〟』『Shimura〝X〟天国』を2000年まで担当した。

### 死亡説
1996年9月頃、突如として「志村けん死亡説」がパソコン通信などを通じて全国的に流布する。
噂は尾ひれがついて拡大し、「群馬県の赤城国際カントリークラブで急性心筋梗塞を起こし急死した」「尾瀬を観光中に尾瀬沼に落ちて溺死した」「たばこの吸い過ぎが原因の肺がんで、栃木県立がんセンターで死んだ」「栃木県の国道で交通事故に巻き込まれて事故死した」「死んだことは四十九日法要が過ぎてからでないと公表されない（この時期に亡くなった渥美清が遺言に「四十九日法要が済むまで公表するな」と書いていたことからとされる）」「今放送している番組は生前に撮り溜めしたもの」などと具体的な内容の噂に発展。栃木県立がんセンターが「志村（康徳）さんは入院していない」という異例の声明を出すに至り、9月28日には本人がインターホン越しに記者会見し、健在をアピールする事態になった。
この件について、志村の付き人兼ドライバーだった乾き亭げそ太郎は、志村のゴールデンタイムの全国ネット番組が終了し、関東ローカルの深夜帯に移り露出が減ったこと。さらにスケジュールに余裕が出来たことで目立つリムジンで宇都宮市のゴルフ場へ行くことが増え、その近所に栃木県立がんセンターがあったことで目撃者が誤解したとしている。
騒動が収まったのち、高木ブーが自身が聞いた発生説として「この時期に『しむらけん』という人が北関東地方で亡くなり、それが志村と混同されたからだ」と語っている（志村の本名は康徳であり志村けんは芸名である）。

### その後
1997年後半以降、バラエティ番組のゲストとして呼ばれることが多くなっていった。また、子供の時にテレビで志村を見て育った芸能人などから再び注目され始め、第3の人気ピークを迎えた。ただし以前のピーク時とは異なり、重鎮的なポジションで扱われる立場となったこともあり、全盛時と比べれば露出度は穏やかなものだった。
1998年12月30日、『21世紀プロジェクト〜年越し30時間テレビ　今日だけお見せ数々の名番組大集合!〜』後半部では、加藤と共に出演した。
1999年、ゴールデン・アロー賞芸能賞を受賞した。
一方、1985年の『全員集合』の終了後、シリアスな俳優として新境地を開いたいかりやや加藤と路線を異にし、『古畑任三郎』の犯人役のオファーを断るなど、一貫してコントやバラエティ以外のテレビ番組や映画で俳優として出演しないことを信条としていた志村だったが、1999年には映画『鉄道員（ぽっぽや）』には出演した。自宅の留守番電話に高倉健直々の出演依頼のメッセージが残されていたため、「高倉さんの申し出があったのに出演しないとは言えなかった」と出演の理由を明かしている。この時の録音テープは、家宝としてその後も大切に保存しているという。なお、その映画で担当した役は原作にはないシーンで原作に登場しない人物である。
『鉄道員』出演以降も一部の声優業を除いて映画には1度も出演した事が無かったが、2020年12月に公開される予定だった映画『キネマの神様』にて菅田将暉とダブル主演を務めることが告知され、これにより『鉄道員』以来約20年ぶりに映画出演を果たす予定であった。しかしながら、新型コロナウイルスに感染したことで辞退を余儀なくされ、結局出演を果たせぬまま2020年3月29日に合併症の肺炎で死去した。志村の代役は沢田研二が務めることとなった。
『バカ殿様』で共演していた東八郎に「東さんはいい歳になってもなぜ馬鹿な演技が出来るのでしょうか?」と尋ねた時、東から「芸人が本当は利口だと思わせようとしたり、文化人面したりするようになったらおしまい」と言われた。志村はこの言葉に深く感銘を受け、東に尊敬の念を抱いていたと何度も発言している。
1990年代半ばあたりまでの志村は非常に照れ屋で、フリートークが苦手だったため、トーク主体のバラエティ番組への出演はほとんどなかった。トークバラエティ番組に出た際は歓迎されたが、やはりツッコミが主な仕事だった（これは他のドリフメンバーにも共通する特徴だった）。当初はほとんどがコント用のかつらにメイクをした姿（「変なおじさん」「バカ殿」など）での出演だったが、これはそれまでコント一筋だった志村にとって、バラエティ番組に出演することは勝手が分からず気恥ずかしいという気持ちからである。「自分自身のことを語るトーク番組の出演は苦手であり、地声は低音である」と、2002年5月29日に放送された『わたしはあきらめない』でも語っている。しかし、その後は様々なトーク番組に頻繁にゲスト出演する経験を経て、素顔・コント用メイクのどちらでも出演するようになった。
2000年代になってからは健康オタク、動物愛好家としても知られ、お笑いタレントとしてのみならずコメンテーター的存在としても活動していた。ただし、トーク主流のテレビ番組のあり方については、持論として、いくつかの雑誌などでのインタビューで疑問符を投げかけていた。また、テレビ不況についても嘆いており、自身のコントでも「クイズ番組が多すぎる」「時代劇が不振」と苦言を呈していた。お笑いの賞レースやコンテストで審査員を務める事もあり、コント専門ながら漫才の大会である『THE MANZAI2014』では審査員として出演した。また、『歌ネタ王決定戦』でも第2回、第3回大会で審査員を務めた。
2001年12月には「けん♀♂けん」名義で、研ナオコとのデュエット曲「銀座あたりでギン!ギン!ギン!」をリリース。さらに翌2002年4月には「バカ殿様とミニモニ姫。」として、ミニモニ。とのコラボレーション・シングル「アイ〜ン体操／アイ〜ン!ダンスの唄」をリリースした（いずれもつんく♂がプロデュースを担当）。
2001年12月、盗撮事件による謹慎が解けたばかりだった田代まさしが、男性宅の風呂を覗き見および覚醒剤所持で再び逮捕されたことに対し、田代の芸能界復帰を支援していた志村は桑野信義と共に「あいつは最低なことをしたのだから芸能界から消えてもらいたい」と田代を突き放すコメントをした。しかし、2009年11月、志村の楽屋に田代が訪れて土下座をしたことを自身のブログで報告し、ブログ上で田代にエールを送った。
2004年4月15日、自身がMCを務める『天才!志村どうぶつ園』が放送開始。元来の動物好き、シャイで涙もろい志村の人柄をそのまま活かし、人気番組となる。
2004年12月7日、東京都三鷹市内の自宅に泥棒が侵入し、時計や宝石類1000万円相当と現金40万円を盗まれる被害に遭った。本人は会見で「迷惑だねぇ」と困惑の色を隠せなかったが、のちに「ちゃんと仕事して金稼いで下さい」と犯人にコメントし、最後に「だいじょうぶだぁー」と締めた。後に『天才!志村どうぶつ園』でこの事件が取り上げられた際、ペットの犬たちは人懐こいため泥棒に吠えなかったことが明かされ、「番犬にならない」と苦笑した。また、ホームセキュリティに加入していたにも拘わらず、警備員が駆けつける前に盗難被害に遭ったことも話題となった。当時、志村は『発掘!あるある大事典Ⅱ』の収録の為、大阪に行っている最中に起きた出来事である。
2005年、ビートたけしと組んで1時間半のコント番組『たけし☆志村 史上最強の爆笑スペシャル!!』を制作。ダチョウ倶楽部やたけし軍団の一部も参加した。番組の最後には、志村の三味線とたけしのタップダンスの競演が披露された。
2006年4月、「理想のお笑い」を追求すべく、東京芸術劇場で『志村魂（しむらこん）』と銘打った舞台を上演する。前半に「バカ殿様」とコント1本、後半は藤山寛美の作品『一姫二太郎三かぼちゃ』をラサール石井がリメイクした舞台を上演した。
2006年より、自身のブログを更新していた。ブログでは日々の生活などが書き込まれており、60代からは体調の変化について書き込まれることも増えていた。
2007年6月には、東京芸術劇場と中日劇場で第2弾『志村魂2』を上演。第1弾の演目に加え、「津軽三味線」が上演された。
2008年5月から7月には、全国で第3弾『志村魂3』を上演。後半に藤山寛美の作品『人生双六』をリメイクした舞台を上演した。
2009年7月、銀河劇場と中日劇場で第4弾『志村魂4』を上演。2010年7月から8月にかけて、全国で第5弾『志村魂 -初午の日に-』を上演し、後半に『初午の日に』を上演した。2011年7月には、銀河劇場で第6弾『志村魂 -初午の日に-再び!』を上演。
2012年6月から同年7月にかけて、全国で第7弾『志村魂 -先づ健康-』を上演し、後半に『先づ健康』を上演した。
2015年11月23日に「一番のファン」だった実母が老衰のため死去。96歳没。ブログではたびたび「母に感謝」と記していた志村は「天国からまだまだ応援見守って下さい」などのコメントを発表した。

### 体調不良
2016年8月19日、肺炎で入院した事が判明した。これに伴い、8月20日および21日に予定されていた公演『志村魂』の大阪・新歌舞伎座公演は中止することになった。その後、8月31日に退院している。それまでは1日に3箱のたばこを吸うほどのヘビースモーカーであったが、この件にショックを受け、その後禁煙をした。ただ、長年の喫煙習慣が一因となり肺気腫を患ったとされる。また、酒に関するエピソードも数多い一方で2018年に肝硬変と診断され、当時周囲に「バカ殿はもうできない」と弱音を漏らしていた。
2020年2月22日、東京都内で開かれた誕生日パーティーで胃の切除手術を受けたことを告白。その際に志村は詳細を語らず、胃癌だったのではないかと出席者から心配の声が出たものの、所属事務所によると、健康診断でみつかったポリープ切除の内視鏡手術で1月に4日間入院していたとのことで、直接的に仕事に影響を及ぼすことはなかった。

### 新型コロナウイルスへの感染と死去
2020年3月15日ごろから体調に異変が見られ始め、翌16日、『志村でナイト』の収録のためフジテレビを訪れたものの体調不良から控室に入って30分で退出し帰宅。翌17日、倦怠感が出始め、19日には発熱と呼吸困難の症状が現れる。翌20日に医師による訪問診察で重度の肺炎と診断され、東京都港区内の東京都済生会中央病院に緊急入院となった。21日に人工呼吸器に切り替えた段階から意識はなく、入院の際に新型コロナウイルスの検査を実施したところ、23日に陽性と判明した。24日に人工心肺が必要との診断を受け、新宿区の国立国際医療研究センター病院へ転院して体外式膜型人工肺（エクモ「ECMO」）を装着。入院時には肺に影も見られ、一時は気道を確保する気管挿管の処置も取られた。また、同日には保健所による調査で、3月17日が発症日であることと濃厚接触者の特定が完了したが、感染経路については不明とされた。検査結果を受け、同年12月公開予定だった自身初の主演映画『キネマの神様』のクランクインが延期となり、3月26日、同作への出演を辞退したことを所属事務所が発表した。
2020年3月29日23時10分、新型コロナウイルス感染症（COVID-19）に伴う肺炎のため、国立国際医療研究センター病院で死去。70歳没。
志村の兄である知之は、弟の闘病と死去の報を受けてからの流れをメディアに後日談として語っている。当時は新型コロナウイルスのパンデミック初期で厳重な感染防止対策の影響もあり、親族は志村が亡くなる前日の28日に病院を訪れたものの、直接の対面が許されず、タブレット端末の画面で様子を確認する状況であったという。死去の一報を事務所関係者から受け、親族とともに病院に到着。志村の遺体は霊安室で納棺されて安置されていたが、同様に厳重な感染防止対策の観点から直接対面する事は出来ず、遺体は同月31日、病院から火葬場へ送られることとなり、（病院の）地下駐車場から火葬場に出発する霊柩車を親族と事務所関係者が合掌して見送るだけで火葬にも立ち会う事が出来ず、遺骨は火葬が終わった後、東村山市の知之の自宅近くで葬儀社の担当者から受け取っている。同年4月11日に通夜、翌12日に葬儀が近親者のみで執り行われた。
死去の時点で自身の舞台『志村魂』、『志村けんショー』の地方公演の予定が組まれていた他、映画主演、朝の連続ドラマに出演が決まっており、俳優業にも本腰を入れて掛かろうとしていた矢先の悲劇だった。志村の訃報は翌30日の午前9時40分頃から各テレビ局のニュース速報で報道された。速報が出た当時は大半のテレビ局が朝の情報番組の生放送中であったため、志村の訃報を知って驚く出演者達の様子が映し出された。中でも当時『スッキリ』のレギュラー出演者で、志村とは『天才!志村どうぶつ園』等で共演し親交があった近藤春菜は生放送出演中に志村の訃報に接し、ショックを受け号泣した。
志村の死に際し、第20代東京都知事・小池百合子は会見で「最後に悲しみとコロナウイルスの危険性について、しっかりメッセージを皆さんに届けてくれた。その最後の功績も大変大きなものがある」と哀悼の意を示した。
また、加藤茶らドリフメンバーは次のようにコメントを出した。
ドリフの宝、日本の宝を奪ったコロナが憎いです。皆さんも身近に感じて、気を付けて下さるようお願い致します。—加藤茶
ドリフも順番に逝く歳になったとは思ったけど、一番若い志村が長さんの次になるとは…。非常に悔しいです。—仲本工事
志村早すぎるよ、俺より先に逝くなんて。3年前に、久しぶりにドリフでコントやった時、「高木さんも80歳過ぎて、頑張ってるんだから、自分も頑張らなきゃなぁ」って言ってたよね。また一緒にコントやりたかったのに。心より御冥福をお祈り申し上げます。—高木ブー
同年3月25日放送の『あいつ今何してる?』ではゲストとして出演。同年3月10日に収録を行っており、これが生前最後の番組収録となった。

#### 加藤茶による弔辞
2020年4月1日、志村の死去を受けて急遽放送が決定したフジテレビの特番『志村けんさん追悼特番 46年間笑いをありがとう』において、加藤茶が弔辞を読み上げることが報道され、同日、その様子が生放送された。以下はその全文。
なお、同番組内において、同席した仲本工事は「（加藤と心境は）まったく同じ」、高木ブーは「決めたの。決めました。46年ですね、ドリフターズとして、志村は、僕らと一緒にやってきた人間。普通の一般の方とは違うんだよ、僕らはね。だから志村は死なないの。ずっと生きてる」と述べた。

### 没後
2020年3月30日放送開始の連続テレビ小説『エール』でテレビドラマに初出演。山田耕筰をモデルとする役で、5月1日放送分から登場。3月29日に志村が急死した際には代役を立てての撮り直しも検討されたが、志村の役者魂に心を打たれたスタッフらの思いもあり、撮影分はそのまま放送しその後はナレーションで物語をつなぐとしている。
2020年4月29日、『志村でナイト』の後続番組として『志村友達』が放送開始。大悟と柴田英嗣をMCに迎え、志村にゆかりのある人物が過去放送したコントを振り返ってトークを繰り広げる形式になっている。番組自体は志村の存命中から企画されており、志村とゲストとのトークをメインとした番組を予定していた。
2020年5月15日、映画『キネマの神様』で志村が演じる予定だった主人公の代役に、かつて共演が多くコンビ芸を披露していた沢田研二の起用が公表された。
2020年6月25日、出身地である東京・東村山市から名誉市民に推戴された。
2020年8月22日、『24時間テレビ43』において、志村をテーマにしたヒューマンドキュメンタリードラマ『誰も知らない志村けん -残してくれた最後のメッセージ-』が放映された。志村役は相川裕滋が務めた。
2020年9月9日、第37回浅草芸能大賞特別功労賞を受賞したことが発表された。
2020年9月29日、志村の出身地である東村山市が、志村の生前の功績を称え、志村の銅像を作ることを発表した。
2020年10月22日、第36回ATP賞テレビグランプリ特別賞を受賞。授賞式には仲本工事が代理で出席した。

東村山駅前に建つ「志村けんの像」

2021年6月26日、西武鉄道・東村山駅東口に、志村の功績を称える銅像が完成、除幕式が行われた。
2021年8月から2024年5月にかけて、全国巡回展「志村けんの大爆笑展」が、大阪・なんばスカイオ（2021年8月6日 - 9月5日）を皮切りに、東京・松坂屋上野店（同年10月2日 - 17日）他、全国24か所にて開催。なお、2021年東京展では仲本がオープニング店長を務めた。
2022年9月13日、2020年4月18日より、イザワオフィスYouTubeチャンネルにて公開した動画『志村けんのだいじょうぶだぁ』で得られた収益の寄付を日本赤十字社に行ったとして、志村とイザワオフィスが紺綬褒章と金色有功章を受章。

## エピソード

### 音楽
ソウル・ミュージック、ファンク、ジャズなどの音楽に興味を示し、自宅には膨大な数のレコードやCDのコレクションがある。「ヒゲダンス」で使用されたBGMがテディ・ペンダーグラスの「Do Me」のリフをループしたものであったり、「ドリフの早口ことば」が、シュガーヒル・ギャングの「ラッパーズ・ディライト」の印象にウィルソン・ピケットの「Don't Knock My Love」のバックトラックをはめ込んだものであったりしたが、これは当時ソウル・ミュージックを好んで聴いていた志村が探し出して推薦したものである。更に志村加入後に発売されたドリフターズのシングル「ドリフのバイのバイのバイ」では、志村によるソウルフルな合いの手も聞かれる。
ドリフにおける担当はギター（初期はキーボード）。過去のバンド演奏でキーボードを弾いている姿が見られるが、高木ブーは「ギターだった俺が荒井の担当だったキーボードになって、ギターしか弾けない志村がギター担当になった」と言う。番組内でビートたけしのタップダンスに合わせて三味線を弾いたり、コントで霊媒師を演じた時には琵琶でギターのテクニックの1つであるチョーキングを披露するなど、バンドマンとしての技能が見られた。
中学以来のビートルズファン。ビートルズの日本公演を観に行った際、持参したカメラで1枚のみ隠し撮りをしており、その写真をパネル化してテレビ番組で公開したことがある。その写真ではジョン・レノンが丸いサングラスをかけており、1966年7月2日公演と分かる。同日の公演は、音源・映像とも、公式には一切収録されていない。
Perfumeの大ファンで、志村の指名により2015年11月14日放送の『SWITCHインタビュー 達人達』（Eテレ）でPerfumeと対談した。
津軽三味線を趣味としており、上妻宏光の指導を受けて短期間で上達、舞台（『志村魂』など）の後半で度々披露していた。きっかけは、上妻の楽曲「紙の舞」を聴いて感銘を受けた志村が、その曲が弾けるようになりたいと上妻に指導を頼み込んだことにある。当初、上妻は「紙の舞」は非常に高度な技術が要求されるため、志村には基礎的なじょんから節から教えようと思っていたにも関わらず、予想を超えるスピードで志村が「紙の舞」を習得してしまったという逸話がある。志村は、この上妻の楽曲「紙の舞」を舞台で度々演奏した。
音楽&カルチャー雑誌『jam』ではアルバムのレビューを連載し、ブラック・ミュージックのアーティストを数多く紹介した。スローな曲に魅力を感じてソウルを聴くようになったと語っており、ソウルに凝るようになったきっかけはオーティス・レディングだった。2020年にライブストリーミングDOMMUNEで配信された志村の追悼5時間番組では、「FUNK SIDE of KEN SHIMURA」というタイトルでブラック・ミュージック愛好家としての面に焦点をあてて紹介された。

### 各方面の影響
日本だけでなく、台湾（『だいじょうぶだぁ』）、タイ（『加トちゃんケンちゃんごきげんテレビ』）、インド（蚊取り線香のCM）でも知名度が高い。また、イランの政府高官は駐日イラン大使館の在留大使時に志村のコントを見て大ファンになり、帰国後「国賓として招きたい」と言ったり、テヘランのレンタルビデオショップには志村の特設コーナーもある。台湾では総統の蔡英文は志村の死去時、自身のTwitterに追悼文を日本語で投稿した。さらに、在日外国人に最も人気が高いタレントの1人とも言われ、六本木で出会ったアメリカ兵から「お前はアメリカに行くべきだ。俺の部隊の連中は、みんなお前が大好きだ」と言われたこともある。

### 家族
父・憲司は小学校教諭で、教頭まで昇進してからは校長への昇進を目指して日々勉強に励んでいた。志村が小学校時代に給食費を滞納し、中学校に上がってからそのことを知った際には厳しく叱ったという。しかし、志村が中学生だった1962年に自宅前で交通事故に遭い負傷する。その時は大事には至っていない様子であったが、事故から3年後、志村が夕飯ができたので書斎に呼びに行ったところ、「どちら様ですか?」と聞かれたため、志村は驚いたという。志村によると、この時の憲司は脳内出血による記憶喪失となっており、志村がドリフの付き人になろうと決意した頃には、物事の判断がほとんど出来なかった為、志村が実際にドリフの付き人になった時にも、憲司は反対しなかったとの事。志村の爺さんコントは「この時期の父親をモデルにしたもの」であると、自身の著書『変なおじさん』にて明言している。憲司は47歳の時に学校を休職し、その後は町を徘徊したり、妻（志村の母）に乱暴をするなどの行動を取るようになっていた。そして、志村が正式にドリフのメンバーになる前の年である1973年に54歳で亡くなった。志村はテレビの収録直前、母・和子から電話で一報を知らされて駆け付けたが、「（亡くなった父の）顔を見ることは出来なかった」と振り返っている。
母・和子は踊りや芸事が好きで、「自分は母の性格を受け継いだのかもしれない」と志村自身は語っている。和子は志村がドリフの付き人として修業を始めた時から常に志村を応援し続け、晩年まで「志村けんの一番のファン」であることを公言しており、『バカ殿』のコントでは志村と共演するなど、自らテレビに出演することもあったが、2015年11月23日に96歳で亡くなった。当時、志村も自身のブログにおいて、「私の1番のファンの母親が亡くなりました」と公式に語った。
長兄・知之は東村山市役所の職員として2017年4月まで勤務していた。知之は60歳の正規職員としての定年退職以降も臨時職員として70歳まで市に奉職した。退職した翌日には、知之が渡部尚東村山市長と握手している写真が渡部のTwitterに掲載され、「志村けんそっくり」であると話題になった。

### 付き人時代
付き人時代は貧乏で、食べるにも事欠く生活だった。他のメンバーが楽屋でラーメンを食べている時でも、付き人の志村はラーメンを注文する金も無く、他のメンバーの食べ残しを全部合わせて1人前のラーメンにしてそれを付き人同士で分けて食べていた。
ある時「スープの中に入れておじやにして食べよう」とライスを注文し、メンバーがスープを残してくれるのを待っていると全員がスープまで残さず平らげてしまったため、志村は思わず隣にいた加藤茶に向かって「加藤さん! このライスの立場はどうなるんですか! 」と激怒した。この時のことを、加藤は後々まで忘れずに覚えていたという。

### 愛犬
『天才!志村どうぶつ園』の司会を務めていたことからも分かるように動物好きで、生涯に飼った犬は合計7匹に上る。晩年に飼っていた犬はゴールデン・レトリーバーの「チロ」と豆柴の「殿」で、志村は生前から通いの家政婦に「俺にもしものことがあったら、2匹のことをよろしく頼む」と遺言していた。志村の死後、2匹の犬は遺言通り家政婦に引き取られたが、寂しがり屋の殿は飼い主の志村がいなくなった直後から急速に元気を失い、志村の死から1年後に世を去ったという。

### 自動車
送迎用にロールス・ロイスを所有していたが、志村自身は自動車の運転免許を持っていないため、専属の運転手を雇っていた。ただし、『人気者でいこう!』の企画で教習所で1度だけ車の運転をしたことがある。
その他、ストレッチリムジン、メルセデス・ベンツ Vクラス V350、ダッジ ラム バン、キャデラック エスカレードを使用していたとされる。
没後、付き人３人の退職金代わりとして所有する車両２台が売却された。

### 馬主
本名の志村康徳名義でアイーンベルやアインジェイドなど15頭の競走馬を保有していた。中央競馬での登録服色は「黒、桃星散、桃袖」自身のギャグに因んだ馬名が多く、中でもアイーンベルは2003年の競走馬デビュー当時「志村けんの馬」として注目を集めたが、中央競馬・岩手競馬で計12戦出走するも未勝利に終わった。。

### 三陸鉄道吉浜駅
2013年3月17日、三陸鉄道南リアス線・吉浜駅の非常勤駅長に任命され、4月3日の営業再開とともに就任した。当時、三陸鉄道とネスレ日本が展開していた共同プロジェクト「キット、ずっとプロジェクト2013 世界のみんなと一緒に。東北に笑顔のサクラを咲かせよう。」の一環の一つであり、4月13日にテレビ東京系で放送された特番『志村けんと行く!勝手にドッキリ感動旅!』の企画とも連動して行われた。なお、同駅には「志村箱」なる目安箱と、志村の駅長姿の等身大パネルが設置された。また、駅前に設置された桜色の歩道橋は志村の発案であり、志村とも共演歴がある川上麻衣子のデザインによるものである。
志村が死去した際には、同駅にも記帳台が設けられ、多くの市民やファンらが吉浜駅を訪れ記帳した。

### その他
『徹子の部屋』（テレビ朝日）にはドリフターズのメンバーの中で生涯ただ一度も出演しなかった。志村のような芸歴が長く非常に高い知名度と功績のある芸能人が長寿トーク番組である同番組に一度も出演していないのは極めて稀なケースであり、制作局であるテレビ朝日の番組担当者ですら志村の没後までこの事実を知らなかったという。
一度も出演しなかった理由は明らかにされていないが、前述の通り志村はフリートークが元来苦手であり、もともとトーク番組への出演頻度があまり多くなかったことが指摘されている。なお、志村以外のドリフメンバー（いかりや・高木・仲本・加藤および元メンバーの荒井注）は全員同番組に出演している。また、同番組で司会を務めている黒柳徹子は2020年9月16日放送（ゲスト：研ナオコ）において、『志村けんのバカ殿様』のファンだったことを明かし「大好きで、必ず見ていたんです。私も出たいなと思っていたんですけどね……」と語り、志村との共演が果たせなかったことを悔やんだ。
2020年7月22日に放送された『水曜日のダウンタウン』の「古今東西 日本人知名度ランキング」では、第8位（92.8%）にランクインした。これは物故者としてはトップである。お笑い芸人（但し志村はコメディアンである）としてもBIG3（1位タモリ・4位明石家さんま・5位ビートたけし）に次ぐ順位である。
プロレス好きで、全日本プロレスを度々試合を観戦していた。1996年3月2日の試合ではラッシャー木村に観客席にいる所を発見されて、「やっぱり志村けんさんじゃないですか」と彼のマイクパフォーマンスでイジられた事がある。またプロレスラーの渕正信、川田利明とは親交があり、大親友であった。
本人曰く本来の性格は非常に照れ屋の恥ずかしがり屋で、衣装やかつら、メークをしないと（芸人としての振る舞いが）できないという。
また、トークだけで笑いをとるのではなく、体全部を使って笑ってもらう方が好きで、その理由としてだれにでもおかしさが分かるからと語っている。
下ネタが好きで自分が面白いと思わないことはやる気がしないと語っている。
遅刻が大嫌いで、スタッフや共演者たちの遅刻には非常に厳しく、志村自身も仕事では絶対に遅刻しないよう心がけていた。中山秀征が初めて志村と一緒に仕事をすることが決まった時、先輩の志村を待たせてはいけないと思って予定の30分前に現場に来たが、志村はそれよりも早く１時間前から現場に来ていて中山は驚愕したという。また、乾き亭げそ太郎が仕事で大幅に遅刻した時、激怒した志村は仕事が終了した後で、「お前、なめてんのか！　俺は１日がマイナスからのスタートになるから遅刻は嫌なんだ。“すみません”のマイナスからのスタートになることを何で弟子のお前がやるんだ。調子乗ってんのか」と怒鳴り、午前３時から７時まで４時間にもわたってげそ太郎に説教を続けたという。

## 交友関係

### ドリフメンバー

#### いかりや長介
いかりや長介に弟子入りする際に『芸能人名鑑に記載されていたいかりやの自宅住所を見て自ら押しかける』という手段を取った。
一時期（1985年から1998年頃）は確執もあった。当時の『全員集合』でもいかりやと絡むコントは減り、『ドリフ大爆笑』ではリハーサルや撮影が別々に行われた。
しかし後年はお互いの才能について認め合う発言をしている。
いかりやは著書で当時を振りかえって志村を認める発言をしている。
志村もいかりやの死後「自分の師匠として間違いはなかった」と述べている。
また、いかりやの息子である碇矢浩一も自身の著書の中で「自分の見た限りでは特に不仲を感じることはなかった」「父さんは『加トちゃんケンちゃんごきげんテレビ』を見ては『こういう方法があるのか』と関心を示していた」と述べている。また、いかりやは亡くなる数か月前に書き記したノートに志村と加藤への賛辞の言葉を残していたことを浩一が明かした。
幾度も打ち合わせやリハーサルを繰り返して、予め練りに練ったシナリオをこなしていく「予定調和のお笑い」を良しとしていたいかりやに対して、志村は適宜アドリブや楽屋オチを入れ、時には「ボケ」と「ツッコミ」が目まぐるしく逆転する「予測出来ないハプニングを含めたお笑い」を志向し、スタジオコントでは画像処理やCG合成など最新の手法も積極的に取り入れていたという、お互いの「笑いのスタイル」に対する考え方のズレが現れていた。この兆候は『全員集合』時代後期から表れており、志村のいわゆる「客いじり」のアドリブが、当時番組内ではTBSの制作陣よりも発言力のあったとされるいかりやが組立てたコントのタイムテーブルを崩し、生放送の中では後半の時間が詰まる原因になった。時には、いかりやがそれに便乗することもあった。

#### 加藤茶
年齢が比較的近く、またドリフ加入の経緯から加藤茶とは特に親密であり、『全員集合』『ドリフ大爆笑』では息の合ったコントを披露し、『加トちゃんケンちゃんごきげんテレビ』など共演番組や2人をメインにした特別番組が製作されることが多かった。両者はいつしか加トちゃんケンちゃんと呼ばれるようになった。志村自身、加藤とは性格や趣味に至るまで自分と似ており、意気投合しやすい為、付き人になって間もない頃からすぐに仲が良くなったと振り返っている。この事は加藤自身も付き人になってひと月もしないうちに付き人より友達の状態になっていたと振り返っており、師弟関係おかまいなしにプライベートではタメ口になってよく志村に頭をはたかれて、その性格からいつか売れるじゃないかと感じたと語っている。ドリフ新メンバーの加入経緯も加藤自身、舞台でコントをする際、仲の良い志村が加入した方が加藤個人としてもドリフの活動にストレスの負担が軽減されるからいかりやに推薦したと語っている。加藤と共にラスベガスで豪遊するなどプライベートでも親交があった。加藤の妻と3人で遊びに行った際は、志村と加藤の会話が二人にしか通じない話し方で会話をしてて余程仲が良かったんじゃないかとも妻の綾菜は振り返っている。

#### 荒井注
入れ替わりで脱退した荒井注とは、口数は少なかったものの良好な関係だったと語っており、荒井がドリフを辞める1か月前に付き人として2人でニューヨーク近辺を珍道中した事を語っている。また、荒井は加トちゃんケンちゃんごきげんテレビにもゲスト出演した。
- ドリフでリオのカーニバルに参加するためにブラジルに行った際志村と荒井だけニューヨーク経由で行ったため二人でニューヨークで一日過ごしたが、デパートの従業員用の食堂に間違えて入ってしまうなど勝手がわからずに失敗した[22]。

#### 高木ブー
『全員集合』の終了と『ドリフ大爆笑』の不定期化後、加藤以外のドリフメンバーとは距離を置き、1990年代までは志村が同一の番組で共演したことのあるドリフメンバーはほとんど加藤のみだったが、2000年代からは高木ブーがバカ殿にゲスト出演する事が増え、志村の主演する2005年のアリコジャパンのCMで高木は特別出演をする。2016年には志村の発案で「となりのシムラ」にゲスト出演するなど、高木との共演数も増えている。高木ブ―は志村けんの死後、追悼番組にて志村がドリフに加入した時、演奏で自分がミスをしても、いかりや長介は常に一番年下の志村ばかり怒鳴りつけていた、それを平然と耐えていた志村には感謝していると語っている。

#### 仲本工事
仲本工事とはいかりやの死去前後以降、その直後の特番を除いて単独で共演したことは一度も無く、一時は仲本との不仲が噂されたことがあったが、志村の没後、仲本は志村を高く評価しているコメントを出している。

#### ドリフ再集結
加藤の話によると、ドリフ再集結の話が持ち上がることを嫌がったとのこと。理由としては、いかりやとの不仲説や、単独で他のドリフメンバーを凌ぐ人気と活躍をしながら、ドリフでは一番下扱いされることが不満だったと言われる。2012年3月に加藤が前年に結婚した妻との結婚式と披露宴を行った際には、高木と仲本は出席したものの、志村はテレビ番組の収録を理由に欠席してビデオメッセージで済ませたため、一部のマスコミより加藤との不仲説が指摘された。だが加藤の妻によると、実際にはかなり年齢差のある結婚に世間や週刊誌からバッシングを受ける中で志村だけは喜んでくれ、加藤とは共演は少なくなっても電話で頻繁にやりとりしていたようである。
2017年、『だいじょうぶだぁ』で12年ぶりにドリフが再集結し、『寝台車』など往年のコントが復活した。呼びかけたのは志村である。志村は「セットでコントをやる人が少なくなってきているので、実際にドリフはこういうことをやっていたというのを再確認して貰おうと思って集まって貰いました」と述べている。

### 恋愛・女性タレント
生涯独身であり、またドリフメンバーの中では唯一結婚歴が無かった。ただし結婚の願望は強く「母に子供の顔を見せてやりたい」「人恋しく、人肌恋しい」とブログに載せていた。
付き人時代に同棲していた女性とは婚姻に至る前に子供を授かったが、周囲の反対でその女性と別れたことを自著『変なおじさん』の中で告白している（その子供は女性と相談の上で諦めたとのこと）。また、3年間の同棲の果てに内縁関係（事実婚）を主張して財産の半分を持っていった女性もいた（法律上の決まりはないが、判例によると同棲期間が長いほど別れる時に高額な慰謝料が発生する場合がある）が、この女性とは特に結婚も考えていたと直後の記者会見で語った。また、日本航空にスチュワーデスの愛人が複数いると報じられたこともある。さらに大のキャバクラ好きでもある。このように、女性との交際は多いものの、特定の女性との関係を長続きさせるのが苦手である為、なかなか結婚に踏み切れないことは本人も認めていた。
太地喜和子は志村の熱心なファンだった。志村の著書によると、若い劇団員に対し「ね。志村さんのお婆さんは本物に見えるでしょ。先ずは、そう見えるかどうかが大事なのよ」と言ってくれたと記されている。太地は『だいじょうぶだぁ』の常連ゲストとして度々出演し、太地の急死直後には追悼番組が放映された。
1980年代から1990年代中盤にかけて、いしのようこらとの交際の噂が各メディアで度々報じられたものの、結婚へは辿り着かなかった。

### ビッグ3
タモリが総合司会を務めた『笑っていいとも!』のテレフォンショッキングのゲストとして出演した際に、桑野信義が志村をゲストとして呼ぼうとしたが、「俺、明日ゴルフだから」と断った。この頃の志村は前述にあるようにトーク番組が苦手なこともあり、コント以外の番組にゲスト出演することがほとんどなかった。その約10年後に作家の嵐山光三郎の紹介で初めて出演し、2007年にも加藤茶の紹介で、2013年にもバカ殿様の番宣でテレフォンショッキングに出演したほか、研ナオコとのユニット「けん♀♂けん」としてもゲスト出演した。他には過去に『ジャングルTV 〜タモリの法則〜』や『ミュージックステーション』にも出演した。
明石家さんまとは、さんまが司会を務める『さんまのまんま』をはじめ、『踊る!さんま御殿!!』や『恋のから騒ぎ』にゲスト出演した。
ビートたけしと志村は、マックボンボン時代に出会っている。その後はTBS系列の特番『クイズまるごと大集合』等で互いにコーナー司会を務め、テレビ朝日系列『ビートたけしのD-1グランプリ』のゲスト出演を経て、レギュラー番組『神出鬼没!タケシムケン』での共演を機に、お互いを尊敬し合う仲であった。それ以前よりたけしは志村をはじめ、ドリフターズに好意を持っており「たけし軍団はドリフのような団体芸をやりたい気持ちがあったため『たけし軍団を作った』」と語っている。

### 沢田研二
志村がドリフ加入前の「マックボンボン」時代の1972年、PYGから離れてソロ歌手になった沢田のコンサートの前座を務めてそれが出会いという。『8時だョ!全員集合』や『ドリフ大爆笑』などの番組内に於いて沢田研二とよく共演していた。当時、沢田と志村は共に渡辺プロダクションに所属していたこともあり、共演する回数は多かった。
1980年代中頃以降は共演する機会も減っていたが、2001年にNHKの番組で久々に共演し「東村山音頭」を一緒に歌う等した。同年には沢田の希望により、共同でラジオ番組『ジュリけん』（文化放送）にも出演していた。2003年には沢田と志村の両方が主役として、沢田の希望で舞台「沢田・志村のさぁ、殺せ!!」での共演が実現した。沢田とは渡辺プロダクション所属時代から40年以上に亘る交流があり、プライベートで行動を共にする機会は比較的少なかったものの、2000年代に入り徐々にではあるが、交流の機会が増えていた。
2021年には、先述したように映画『キネマの神様』では亡くなった志村に代わって主演を務めている。
志村は女性の友人で付き合いの長い人物は若手を中心に多いが、男性の友人で付き合いの長い人物は極めて少ない方であり、ジャンルは違うものの盟友とも言える間柄だった。その他、モト冬樹も40年来の付き合いである。

### 後輩タレント
『天才!志村どうぶつ園』で共演していた相葉雅紀を弟子のように可愛がっており、しばしば自分の人生論などを伝授した。志村死去直後の同番組で、相葉は（嵐の中では）出演が少なかった頃、志村から励ましを受け救われた旨を述べている。また、同番組冒頭で相葉は目を真っ赤に腫らし時折声を詰まらせながら志村への感謝と急逝に対する無念のコメントが放送された。
タカアンドトシが、自身の持ちギャグである「欧米か!」以外にこれといったネタがないことを真剣に悩んでいた際、「一生『欧米か!』をやり続けるべきだ」と励ました。志村はタカアンドトシを非常に気に入っており、志村の冠番組での共演も数多い。
千鳥の大悟とも仲が良く、週8のペースで飲みに行っていた。また、没後に志村が所有していたキャデラック・エスカレードを引き取っている。
大御所となって以降は志村相手に真剣に突っ込みを入れられるタレントはほとんどいなくなったが、浜田雅功は自身の番組で志村の頭を叩いていた。このことに対し志村が「おれが頭を叩かせるのは、いかりやのいない今は、浜田だけなんだから」と許容していた。実際志村はダウンタウンが司会を務める「ダウンタウンDX」に30回もゲスト出演するなど、両者の共演は非常に多い。
上島竜兵からは「師匠」と慕われていた。上島の妻である広川ひかるがメディアの取材で明らかにしたところでは、上島は志村の没後もテレビでは変わらず明るく振る舞っていたものの、プライベートでは「酷く落ち込んでいて声もかけづらい状況」が暫く続いており、志村との思い出を振り返って泣き出したり、上の空で「心ここにあらず」といった様子を見せる事が増えていたと明かしている。上島は志村の死去から約2年後の2022年5月11日、61歳で自ら命を絶つこととなった。

### 出身地・東村山市
| 志村けんの木（2020年8月11日） |  | 志村本人の直筆とサインが入った看板 |
| 志村けんの木（2020年8月11日） |  | 志村本人の直筆とサインが入った看板 |

志村はプライベートで、東村山市および自身の実家に帰ることはほとんど無い。東村山ネタで人気が出始めた頃、地元における志村後援の動きは、元祖「東村山音頭」を企画した東村山市農業協同組合が中心であった。その後、東村山ネタが全国的なブームになり、東村山市自体も注目を集めるようになった。
1976年7月、「東村山市の知名度を高めた」功績が認められ、当時の東村山市長の熊木令治から感謝状が贈られた。なお、この時に東村山駅東口の交番前に、感謝状授与記念と志村への激励の証として3本のケヤキが植えられた。通称「志村けんの木」。2015年に東村山市が市制50周年記念として木の前に看板を設置した。この看板の題字「志村けんの木」は志村の直筆であり、またサインも掲載されている。
当初、志村の東村山ネタについて、市議会議員や教育関係者の中には否定的な者もいた。志村がテレビでギャグネタに「東村山市名誉市民・志村けん」を名乗り、これを本当と思い込んだファンもいたが、その時点では事実ではなかった。しかし、その約44年後の2020年3月29日、新型コロナウイルス感染症により志村が亡くなった以後、東村山市のホームページに追悼メッセージが約2万2000件届き、長年の芸能界での活躍や東村山の知名度を上げた功績等から「ありがとう」のメッセージのほか、「是非志村さんを名誉市民に」「記念碑を作ってほしい」という旨の要望も多く寄せられた。これを受けて6月23日、東村山市議会6月定例会で議案が提出され、6月25日に正式に名誉市民として認められた。25日の顕彰式には市長の渡部尚や市議、志村の遺族らが出席。式の終わりには、兄知之の呼び掛けで志村の代名詞的なギャグである「アイーン」のポーズを全員で決めて、別れを惜しんだ。生前、前述にもある東村山市政50周年の際にも名誉市民の依頼を受けてはいたが、当時東村山市に住んでいなかったことや照れなどもあり志村本人が断っていた。
1995年には、東村山市商工会が主催した東村山駅開業100周年記念イベントで司会を務めた。駅前広場に立つ「東村山停車場の碑」前で開かれた式典の後の小規模な催しであったが、当時東村山市役所職員の兄の紹介で出演が実現した。
東村山市商工会ウェブサイトではタイトルロゴに「あい〜ん」と表記していたことがある。
志村の小学校時代の同級生が先代の社長を務めた和菓子店「餅萬」では、先代社長時代より志村にちなむ「だいじょぶだぁ饅頭」や「だっふんだぁどら焼き」を「東村山名物」として販売している。
菩提寺は東村山市久米川町の芳林山梅岩寺、戒名は瑞心院喜山健徳居士。

## 持ち芸

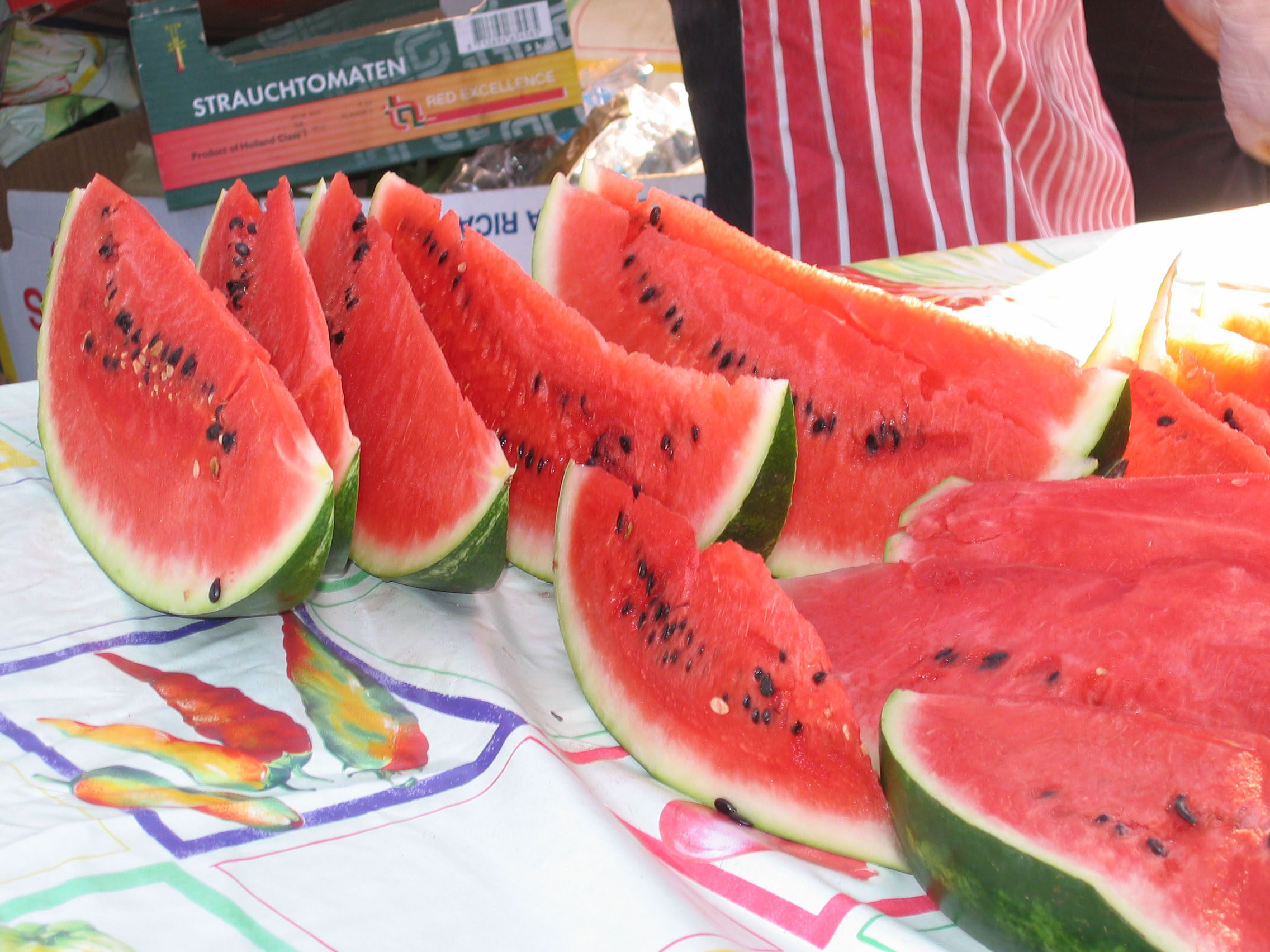
切り分けたスイカ。

- 『全員集合』や『加トちゃんケンちゃんごきげんテレビ』などでは、スイカを異常に速く食べる芸を披露した。使用したスイカはテレビに映らない裏側部分が削り取られており、身の部分は非常に薄い（通称「ドリフカット」）ものだったが、フジテレビの『めちゃ×2イケてるッ!』では削られていない通常のスイカでも早食いが出来ることを証明した。『全員集合』時代には、観客から貰ったスイカ（スタッフが仕込みとして用意しておいたもの）をその場で食べたこともある。早食いはしていない。
- 様々なキャラクターに扮しているが、お気に入りベスト3として、志村は「バカ殿様、変なおじさん、そして一番はひとみ婆さん」を挙げている。なお、若手当時の志村の役は老人役が多かった。

### 『8時だョ!全員集合』・『ドリフ大爆笑』時代

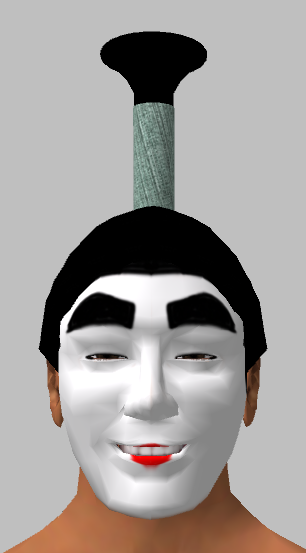
バカ殿様のメイク

東村山音頭
童謡の替え歌
- 「カラス、なぜ鳴くの、カラスの勝手でしょ」 - 元ネタは『七つの子』で、裏番組『欽ちゃんのドンとやってみよう!』内コーナー「レコード大作戦」の視聴者投稿作品でもあった。志村自身は「赤坂界隈の子供が言っているのをもらった」と語っている。当初は少年少女合唱団のコーナーで披露されたが、好評を博したため、冒頭のコント内で披露された。劇の最中、突然カラスの操演物（可動式のぬいぐるみ）が登場し、「カー、カー!」と鳴き声を発するのを合図に、志村が舞台中央に立ち観客席に向かって「さん、はい」と指揮を執りながら歌う（同時に観客の子供たちも声をそろえて歌う）。最後に志村が観客席に向かって、威張り口調で「ありがとうございました!」と言って締める。また、ある日飽きたためいかりやに相談したところ「辞めていい」と言われたのでその週は歌うのを辞めたところ、放送後に「子供が寝ないじゃないか！」などの苦情の電話が殺到したことがある。

- 『ぞうさん』の「かあさん」の部分を、当初は「ちんちん」に替えて歌っていたが、視聴者からの苦情が殺到し、2週ほどでやめさせられた。その後、「そうよ、短けりゃ、ブタなのよ」という歌詞に改められた。
- 「赤い靴、履いてたら脱げた」（『赤い靴』の替え歌）

「あんだ、バカヤロー!」、「おこっちゃヤーヨ!」
いかりやに対して反抗の意志を示すために、腕と顎を突き出してポーズをとる。後述する「アイーン」のポーズは、この時のポーズと後に『ドリフ大爆笑』でも加藤と志村が時折披露していた「ニン」のポーズを合成したものである。
ディスコ婆ちゃん
1970年代のディスコソング風BGMに合わせて、右手に付けた老婆のパペットを激しく動かす。合間にしきりに「あーぁ」「ゲェッ!」と喚き、最後は「サンキューベイベー」と締める。
キョーデー・ナンデー
加藤とのコンビ。お互いを「キョーデー」（兄弟）・「ナンデー」（何だい）と呼び合い、『ヤン坊マー坊天気予報』の替え歌を歌い始める。「大きなものから」（志村）「小さなものまで」（加藤）のところで加藤の股間を指すが、このタイミングで2人ともいかりやに突っ込まれてオチがつく。
ジャンケン決闘
西部劇の酒場風セットにて行う「最初はグー」で始まるジャンケン。仲本とのペア。敗者には罰ゲーム（水や膨らむ風船などをズボンに入れられる、透明ケースを頭に被せられ多量の粉（呼吸器への影響を考慮して喉の薬を使用）を注入されるなど）が待っている。
掛け声は後に「最初はグー、またまたグー（または「お次はチョキ」）、いかりやチョー介、頭がパー、正義は勝つ!」に変更された。最後の「勝つ」の部分はグーを出す。なお、本人および加藤によると「最初はグー」は、ジャンケンする人数が多すぎる場合にタイミングを合わせるべく『全員集合』の現場で始まったという。これにより、ジャンケン掛け声の第一声に「最初はグー」と言うのが世間に広まったとされる。
ヒゲダンス
加藤とのコンビ。黒タキシードと付けヒゲを着用し、煉瓦の壁をバックに踊りながら様々な芸を披露する。BGM（『「ヒゲ」のテーマ』）は、テディ・ペンダーグラスの『Do Me』をたかしまあきひこがアレンジしたものである。

私ってダメな女ね
桜田淳子との夫婦コント。『全員集合』の後半パートで、桜田がゲスト出演するたび毎回のように披露された。何をやっても駄目な新妻・桜田を、夫・志村が事細かく叱りまくり、叱られるたびに桜田が「私って駄目な女ね。あなたの妻でいる資格なんかないわ」と泣き崩れる（切ない音楽と共に照明が暗くなる）。その度、志村がなだめて桜田をおだて、（軽やかな音楽と共に照明が明るいピンク色になり）明るい表情に一変した桜田が「淳子、しあわせ…」と愛される幸せを噛み締める…というパターンを何度か繰り返す（例：桜田「お帰りなさい、貴方。御飯にする?それともお風呂にする?」志村「じゃ、お風呂」というと桜田がお風呂に水を入れておくのを忘れていた。或いは、御飯炊くの忘れていた等）。ところが、志村の背広のポケットから“おさわりバー・百恵”という文字の入ったマッチが出てきて（“百恵”は山口百恵のこと。桜田と同じ花の中三トリオで親友かつライバル）、逆に桜田が志村を徹底的に糾弾。志村が「私って駄目な男ね。あなたの夫でいる資格なんかないわ」と泣き崩れてオチがつく。
パターン踏襲スタイルの古典的なコントではあるものの、志村と桜田のキャラクターと演技力に加えて、BGMや照明などの舞台効果が高度に計算されており、何度見ても笑えると評判になった。
お食事タイプライター
上記の夫婦コントの中などでも、度々行われていたギャグ。食事の前に「何かいい音楽ないの?」と志村が切り出し、相方がテープレコーダーのスイッチを入れると、ルロイ・アンダーソンの『タイプライター』が流れてくる。最初は普通に食べているが、余りのテンポの速さにせわしない食べ方になってしまい、「チーン、サッ」の音とともに、素早くカメラ目線をしては元に戻るという動作を繰り返す。最後には「やめろよ! 落ち着いて食事が出来ないじゃないか!」と志村が怒ってオチがつく。
借金取り
加藤、女性ゲスト（松本伊代や中森明菜等）との三人で演じる時代劇コント。志村演じる病気の父と健気に看病する娘のもとへ、加藤演じる借金取りが現れて返済を迫る。加藤が「借金のカタに娘をもらってくぜ!」と言って強引に娘を連れ出そうとすると、志村が「加藤の旦那、それだけはご勘弁を!」と加藤を何度も壁に叩きつけたり、プロレス技をかけたりと散々痛めつけ、倒れた加藤が「おい、借金はいいからよ、医者呼んでくれ…」と音を上げてオチがつく。
『ドリフ大爆笑』ではこのパターンをテレビ画面に映し、その傍で女性が着替えや入浴で服を脱ぐごとに、志村と加藤がコントそっちのけで目移りしてしまうなどのメタ的な変化を加えた派生型のコントも存在する。
テレビ特番では、加藤に代わって柄本明や梅沢富美男が借金取り役を演じることが多かった。
バカ殿様
歌舞伎『一条大蔵譚』のパロディ。フジテレビでのシリーズが有名だが、1980年前後に『全員集合』で披露されたコントが原型と言われている。橋幸夫演じる立派な殿様の影武者としていかにも愚者らしい白塗りの顔の志村が抜擢され、城内で大騒動が起こるという内容であった。バカ殿に振り回される家老はいかりやが演じた。
コナミよりファミリーコンピュータソフト「ハイパーオリンピック」のプレイヤーキャラクターをバカ殿にすり替えたものが『全員集合』のコント内で使用された際に視聴者から好評だったため、後に同社から「ハイパーオリンピック殿様版」として限定版として発売された。
当時は黒澤明の映画『影武者』が話題になっており、橋幸夫も漫才コンビザ・ぼんちに物まねをされて再ブレイクしていた。

下に落ちてまた這い上がる
志村が足を踏み外したり飛び降りる時に「あーあ↘」と言った後「あーあ↗ってか」と言って這い上がってくる。
志村、後ろ!
コント劇で志村の背後にお化けやミイラなどの恐ろしい存在が現れ、それに志村が気づいていない（という演技をしている）時、観客（主に子供）が叫ぶ言葉。志村が能動的に行うギャグではなく、観客の偶発的なリアクションだったが、同種のコントを披露するたび「志村、後ろ、後ろ!」と客席から声が飛ぶようになり、番組中の一種の「お約束」になっていった。
後輩コメディアンいわく「舞台上の演技にタイミングを合わせて『後ろ、後ろ!』と声を掛けるのが難しく、プロのコメディアンであっても意識的に再現できる物ではない」とのこと。
観客のリアクションに関して、志村は番組終了後の特番で「朝からリハーサルやってんだから言われなくてもわかってるんだよ」と述懐している。生放送中にも、観客席の子供に向かって「言われなくても分かってる!」と言い返していたことを、同特番で加藤に暴露された（真偽は不明）。
お前、それはないだろう
地位が上のいかりやの横暴にじっと平伏しているが、途中でいきなり強気で反論し始める。現在で言う“逆ギレ”。相手を指差しながら殿様のように淡々と言うバージョンもある。
勝手にシンドバッド
沢田研二の『勝手にしやがれ』とピンク・レディーの『渚のシンドバッド』の音をコラージュし、音に合わせて両方の振り付けで踊るが、どんどん滅茶苦茶になっていく。ちなみに、後年に作成されたサザンオールスターズのデビュー曲『勝手にシンドバッド』はこれがヒントになっている。
魅せられて
ジュディ・オングの『魅せられて』のパロディ。真っ白な衣装を着た志村にバックライトが当たり、ゴツゴツした体型がシルエットになって浮かび上がる。
宮崎美子・ピカピカに光って
宮崎美子が出演したミノルタカメラのCMのパロディ。CMソングの『いまのキミはピカピカに光って』をBGMに服を脱ぎ青いビキニ姿になり、腹の贅肉をつかんで「みやざきよしこー!」と一言。
マダムヤーン
1982年にハウス食品から発売されたインスタントラーメン「楊夫人」（マダム・ヤン。現在絶版）のCMソングがモチーフ。若い女性アイドル歌手に「○○ちゃーん（アイドルの名前）、マダムヤン、マダム・ヤーン♪」と歌いながら奇妙な手つきでからむ。「ドリフ大爆笑」でも多用していた。
ピッカピッカの一年生
1980年の小学館『小学一年生』のCMがモチーフ。主に場面転換で舞台から退く直前、加藤茶と並んで「俺達○○するかなぁ?」「分かりません」「ピッカピッカの、一年生、ビシッ!」とやりとり。大抵は直後2人ともいかりやに突っ込まれ、急かされる様に一旦退場する。
アー・ミー・マー
英語の一人称変格のI - MY - ME - MINEと、志村が好きなビートルズの曲『アイ・ミー・マイン』（"I Me Mine"）にヒントを得て変化（所有代名詞の部分を省略）させたもの。学校コントの英語授業で、いかりやが志村を指名して変格を言わせる際のお決まりとなっていた。以後、ユー・ヤー・ユー（YOU - YOUR - YOUの誤用）、ヒー・ホー・ヒー（HE - HIS - HIMの誤用、「ヒズ・ヒム・ヒー」とするパターンもあり）、シー・ハッ・ハー（SHE - HER - HERの誤用）と続き、シー・ハッ・ハーの時は一段と声を荒らげ、おかしな顔をして笑いをとる。
「正しい英語教育の支障になる」として、「カラスの勝手でしょ」と共にPTAから槍玉に挙げられたが、居作昌果は著書『8時だョ!全員集合伝説』にて「日本に正しい英語教育そのものが存在していない」と反論している。
テレビ人形劇『飛べ!孫悟空』では、孫悟空の変身の際の呪文としても使われた。また、このギャグがエスカレートしたときの志村の振り付けが、後述する「変なおじさん」の振り付けに転用されている。
その他
「5秒前!、4、3、2、1」「デーン」「ビシッ!」（加藤茶とのペア、ノミ行為による出演自粛中にネタおろしされ、フリはいかりやが担当していた）
Here we go, everybody, come on rock'n roll（ゴーゴーダンスの振りをつけながら、野太い声で。スネークマンショーのネタである「咲坂と桃内」を真似たもの）
あーあ、か…はたまたやーや、か… しからずんば ぬーぬ、か…（バカ殿コントの導入部で暇をもてあました殿が独り言のように呟く）
○○を大切にしよう！お父さんお母さんを大切にしよう！提供は、（企業名）でした。For Beautiful Human Life.（「ドリフ大爆笑」において加藤茶とのペアによるコントのオチに用いられたフレーズで、言い終わった後に加藤と共に変顔を披露していた。「お父さんお母さんを大切にしよう」は日本船舶振興会の、「For Beautiful Human Life.」はカネボウのキャッチフレーズ）

### 『加トちゃんケンちゃん』・『だいじょうぶだぁ』以降

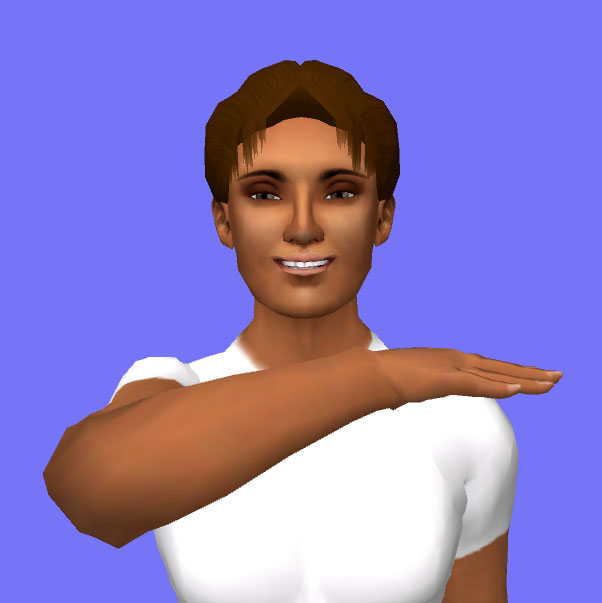
アイーンのポーズ

だいじょうぶだぁー、ウェ、ウェ、ウェ
3連の団扇太鼓を叩きながら「だいじょうぶだぁー」「ウェ、ウェ、ウェ」と言い、相手もその都度同じことを繰り返す。「ウェ、ウェ、ウェ」は「ウァ、ウォ、ウェ、ウィ」など時々変わる場合がある。
兄の知之が福島県喜多方市出身の女性と結婚し、その家に志村が遊びに訪れた際に、女性の父親から「あがっせ、あがっせ、だいじょぶだぁ」、「食べっせ、食べっせ、だいじょぶだぁ」と言われたのが起源とされている。
また他説として、岩手県西和賀町にロケで宿泊した旅館の夕食にて、珍しい郷土料理を見て「これ、食べても大丈夫ですか?」との質問に、旅館の主人が「だいじょうぶだぁ、クェ、クェ、クェ（食べなさいの意）」と答えたのが起源ともされている。
『加トちゃんケンちゃんごきげんテレビ』プロデューサーの高橋利明によると、番組収録中にNGが出た時に、場を落ち着かせようと志村がその独特な言い回しで「だいじょうぶだぁ」と言ったところ、スタジオ中がどっと沸いたことで、以後『加トケン』内でこれをやることにしたという。
『志村けんのだいじょうぶだぁ』のタイトルの元ネタでもある。同番組の初期の放送では、裁判コントで桑野信義らがインスパイアした。
ケンちゃんブー
加藤茶の「加トちゃんペ」に対抗するギャグとして編み出されたが、まったく定着しなかった。
変なおじさん
「何だ、チミ（君）はってか? え?」「そうです、私が変なおじさんです!」
変なおじさんがコントのオチで言うセリフの「だっふんだ」は、桂枝雀の落語『ちしゃ医者』に登場する医者の咳払いの声が元ネタである。

アイーン
元々「アイーン」というセリフはなく、バカ殿のコントで家老のいかりやを威嚇するポーズが原点。“怒っちゃヤーヨ!”の腕の位置がもう少し下がったポーズである。また、志村自身は「アイーンはギャグじゃない。ただのポーズだ。」と述べている。
岡村隆史は、「アイーン」という音の考案者はバッファロー吾郎の木村明浩であると語っている。木村が上記の志村のポーズにオリジナルで「アイーン」と音を付けて披露しており、それを覚えていた岡村が志村との共演時に木村と同様に音をつけて「アイーン」を行い、志村が逆にそれ取り入れたことで、現在のものに定着した。また、人気番組『進ぬ!電波少年』（日本テレビ）で、なすびが志村の真似をした際に「アイーン」と声を発したことで、全国的に認知されるようになった。
ウンジャラゲ
ハナ肇とクレージーキャッツの楽曲のカバーだが、歌詞と振り付けの一部がオリジナルとは異なる。

ひとみばあさん
度の強い眼鏡が特徴の老婆。

その他
「爺さんや、婆さんや」（田代まさしとの掛け合い）
「ご、ご、ご、5時!?」（いしのようことのコンビ）
「そこまで言う!? 早見優、北天佑、しょうゆ、ラー油、アイラブユー。仲直り!」（いしのようことのコンビ）
「メシはまだかい?」（志村が爺さんで、いしのが留守番を頼まれた近所の主婦の設定。父の憲司が自宅前で交通事故に遭った後遺症で記憶障害が残った姿がヒントになっている）
「うわぁ、効くなぁ」（栄養ドリンクを飲んだ後に言う）
「糸まきまき、糸まきまき、ひいてひいてとんとんとん」（『いとまきのうた』）
「いいよなおじさん」（「○○はいいよなぁー」と言って、勝手に人のものを食べたりするが、何故か憎めない）
「いえいえおじさん」（小心者で「いえいえ…」と遠慮するが、結果的にヤクザを退治したり、クイズ番組で全問正解になったり、トラブルを解決してしまう。本人は割と気に入っていたキャラだったが、出番に恵まれず埋もれて行った）
「かわりべったかわりべった」（「かわりばんこ」を表す言葉。元ネタは横山やすしのギャグ）

## 出演
この節では志村単独の出演作品を記述する。
※太字は死去時点で放送中だった番組

### バラエティ番組
- ぎんぎら!ボンボン!（1972年10月 - 12月、日本テレビ）
  - シャボン玉ボンボン（1973年1月 - 4月、日本テレビ）
- 志村けんの失礼しまぁーす!（1986年10月 - 1987年9月、日本テレビ） - 1987年8月27日は志村けんスペシャルとして放送
- 天才!志村どうぶつ園（2004年4月 - 2020年9月26日、日本テレビ）- 生前の出演は2020年3月21日まで[155]
- 加トちゃんケンちゃんごきげんテレビ（1986年1月 - 1992年3月、TBSテレビ）
  - KATO&KENテレビバスターズ（1992年4月 - 9月、TBSテレビ）
- モモコクラブ（1986年10月 - 1987年9月、TBSテレビ）
- 集まれ!ナンデモ笑学校（1998年10月 - 1999年3月、テレビ東京）

- フジテレビゴールデンの冠番組
  - 志村けんのだいじょうぶだぁ（1987年11月 - 1993年9月）
  - 志村けんはいかがでしょう（1993年10月 - 1995年9月）
  - 志村けんのオレがナニしたのヨ?（1995年10月 - 1996年3月）
  - けんちゃんのオーマイゴッド（1996年4月 - 9月）

- フジテレビ深夜の冠番組
  - 志村Xシリーズ（1996年10月 - 2000年9月）
  - 変なおじさんTV（2000年10月 - 2002年9月）[155]
  - 志村流（2002年10月 - 2004年3月）[155]
  - 志村塾（2004年4月 - 9月）[155]
  - 志村通（2004年10月 - 2005年9月）[155]
  - 志村けんのだいじょうぶだぁII（2005年10月 - 2008年3月）[155]
  - 志村屋です。（2008年4月 - 2010年4月）[155]
  - 志村軒（2010年4月 - 2012年3月）[155]
  - 志村劇場（2012年4月 - 2013年3月）[155]
  - 志村だヨ!（2013年4月 - 9月）[155]
  - 志村笑!（2013年10月 - 2014年3月）[155]
  - 志村座（2014年4月 - 2015年9月）[155]
  - 志村の時間 （2015年10月 - 2017年3月）[155]
  - 志村の夜（2017年4月 - 2018年9月）[155]
  - 志村でナイト（2018年10月 - 2020年4月1日）[155]
  - 志村友達（2020年4月29日 - 2021年3月23日）※死去後だがライブラリ（過去映像を利用する形）出演

- 発掘!あるある大事典II（2004年4月 - 2007年1月、関西テレビ）- 司会[155]

ゲスト出演
- 夜のヒットスタジオDELUXE（1988年10月19日、フジテレビ） - 「ウンジャラゲ」を引提げて出演。
- プロ野球ニュース（1990年8月13日、フジテレビ）
- ウッチャンナンチャンの炎のチャレンジャー（テレビ朝日）
- 人気者でいこう!（朝日放送）
- DAISUKI!（1997年5月10日・1998年5月2日・9日、日本テレビ）
- 疾風怒涛!FNSの日スーパースペシャルXI真夏の27時間ぶっ通しカーニバル 〜REBORN〜（1997年7月27日、フジテレビ）
- ビートたけしのD-1グランプリ（1997年9月24日・1998年4月9日、テレビ朝日）
- はばたけ!ペンギン（1998年4月15日、TBSテレビ） - すわと出演
- さんまのまんま（関西テレビ）
- 快傑えみちゃんねる（1999年、関西テレビ）
- 浜ちゃんと!→浜ちゃんが!（読売テレビ）
- ダウンタウンDX（読売テレビ)
- 森田一義アワー 笑っていいとも!（2000年10月6日ほか、フジテレビ） - テレフォンショッキング
- はなまるマーケット（2000年1月7日、TBSテレビ）
- いつみても波瀾万丈（2001年4月1日、日本テレビ）
- ふたりのビッグショー「沢田研二&志村けん 歌もコントも大連発」（2001年10月19日、NHK総合テレビ）[156]
- 鶴瓶の家族に乾杯（2010年3月29日・4月5日[157]ほか、NHK総合テレビ）
- SWITCHインタビュー 達人達（2015年11月14日、NHK Eテレ） - Perfumeと対談[100]
- ダウンタウンなう「志村けんプレゼンツ本音でハシゴ酒SP」（2016年1月8日、フジテレビ）
- 中居正広の金曜日のスマイルたちへSP「志村けんが涙…いかりや長介への想い」（2019年4月5日、TBSテレビ）
- あいつ今何してる?（2019年8月13日、2020年3月25日、テレビ朝日） - ※生涯最後の出演

他多数
単発・不定期番組
- 志村けんのバカ殿様（1986年 - 2020年、フジテレビ）[155] - 毎年正月・春と秋の番組改編時期
- 加トちゃんケンちゃんスペシャル（1988年 - 1991年、テレビ朝日）
- 加トちゃんケンちゃん光子ちゃん （1987年 - 1994年、フジテレビ）
- 志村けんの爆笑新年会（1990年1月2日・1992年1月7日、フジテレビ）
- 志村・田代の出ずっぱり90分（1990年1月1日・1991年1月1日・1992年1月2日、フジテレビ）
- 加ト・けん・たけしの世紀末スペシャル!!（1998年12月19日、フジテレビ）
- 志村&鶴瓶のあぶない交遊録（1998年 - 2019年、テレビ朝日）[155] - 毎年正月放送
- 志村&所の戦うお正月（1999年 - 2020年、朝日放送テレビ・テレビ朝日）[155] - 毎年1月1日午後放送
- 爆笑伝説!志村けんの変なおじさんVSネプチューン大決戦!!（1999年12月7日、フジテレビ）
- FNSソフト工場 志村けん 故郷・筑豊に帰る（2001年1月29日、テレビ西日本）
- 金曜ショータイム「玉緒・志村・氷川 爆笑トリオ」（2003年12月5日、NHK総合テレビ）[158]
- たけし☆志村史上最強の爆笑スペシャル!!（2005年4月7日、フジテレビ）
- 志村けんのだいじょうぶだぁ（2007年 - 2020年、フジテレビ）[155] - 年に数回放送
- となりのシムラ（2014年12月 - 2016年12月、NHK総合テレビ）
- 志村けん in 探偵佐平60歳 （2018年1月2日、NHK総合テレビ）
いずれも本名の「志村康徳」名義で構成も担当している。
- 志村けんの激ウマ列島（1999年 - 2015年、テレビ朝日）
- 浜田雅功と志村けんが遂に対決!新春!運芸会（2008年1月2日、読売テレビ）
- 志村けんの南国美女探し（?年 - 2010年、テレビ朝日）
- 史上空前!! 笑いの祭典 ザ・ドリームマッチ（2005年 - 2014年、TBSテレビ）
- 志村けんだよ大集合!!コントとトーク大放出 タノシムケンSP!!（2008年4月1日、TBSテレビ）
  - 志村けんだよ大集合!!コントとトーク大放出スペシャル!!（2009年1月27日、TBSテレビ） - 「バラエティーニュース キミハ・ブレイク」内で放送
- 志村けんと行く!勝手にドッキリ感動旅!（2013年4月13日、テレビ東京）
- ドリーム東西ネタ合戦（2014年1月 - 2019年5月、TBSテレビ）[155]
- 6人の村人!全員集合（2014年8月20日、TBSテレビ）
- 志村けん聞録（2016年 - 2019年、テレビ朝日）

他
配信番組
- 志村けんのピーＴＶ～美女とヤリたい××なコト～（2013年、BeeTV）[注 41]

### ラジオ番組
- 志村けん・中山秀征の「い〜んでないの?!」（1999年10月 - 2002年3月、TBSラジオ）
- 志村けんの夜の虫（2012年11月16日 - 2014年3月28日、TBSラジオ）
- 沢田研二・志村けんのジュリけん（2001年10月6日 - 2003年3月30日、文化放送）
- 美女対談（2015年度、『今夜もオトパラ!』内、ニッポン放送）
- 志村けんのFIRST STAGE〜はじめの一歩〜（1999年10月 - 2012年9月、JFN系）
  - 志村けんのFIRST STAGE（2012年10月 - 2014年9月、JFN系）

### テレビドラマ
- 連続テレビ小説 エール（2020年5月1日 - 2020年10月1日、11月26日[160]、NHK総合テレビ・BSプレミアム・BS4K）- 小山田耕三 役
  - 出番の収録が全て終わる前に死去したため、遺作となった。
  - 11月26日放送分は過去の映像と偶然撮れたミラーショット（初出し映像）でのライブラリ出演。

### 映画
- ドリフターズですよ!冒険冒険また冒険（1968年、東宝 ）- 本名の「志村康徳」でクレジット
  - ドリフターズですよ!特訓特訓また特訓（1969年、東宝 ）- 本名の「志村康徳」でクレジット、キャバレーのマスター役
- 誰かさんと誰かさんが全員集合!!（1970年、松竹）- 本名の「志村康徳」でクレジット、川上の配下役
- 鉄道員（ぽっぽや）（1999年、東映）- 吉岡肇 役
- ロラックスおじさんの秘密の種（2012年、東宝東和） - ロラックスおじさん 役（日本語吹き替え・声の出演）
- 映画 妖怪ウォッチ 誕生の秘密だニャン!（2014年） - マスターニャーダ 役（声の出演）
- キネマの神様（2021年）※出演辞退（→沢田研二が代役）

### 舞台
- 沢田・志村の「さぁ、殺せ!」（2003年）
- 志村魂（しむらこん、2006年 - 2019年）
- 志村けん笑（しむらけんショー）

### CM
- 餅つき機「力じまん」（タイガー魔法瓶、加藤茶と共演、1976年）
- マックロードL6O&SS（Panasonic、仲本工事と共演、1979年）
- パンシロン胃腸内服液（ロート製薬、加藤茶・松方弘樹と共演、1984年 - 1985年）
- アースノーマット（アース製薬、森光子と共演 → 単独出演、1984年 - 1989年）
- アースレッド（アース製薬、森光子と共演し本人はゴキブリの声を演じた）
- ごきぶりホイホイ（アース製薬、森光子と共演）
- ダニアース（アース製薬）
- PCエンジンソフト「カトちゃんケンちゃん」（ハドソン、加藤茶と共演、1987年）
- フルーツ村（このCMでは村長の設定）（カゴメ）
- 西武園ゆうえんちアイススケートリンク（1988年 - 1989年）
- 六条麦茶（カゴメ、1989年）
- あっさり焼肉（カゴメ、1990年）
- サッポロボーイ ケンちゃんラーメン（サンヨー食品）
  - 発売から8年間、CMコピーは「ケンちゃんラーメン新発売!」だった。
- ツインインバーターエアコン、ツインロータリーエアコン（東芝、1990年）
- ライツ（サントリー、1992年）[161]
- ビタシーゴールド（常盤薬品工業、1999年）
- SANKYO（2000年 - ）[162]
- カール（明治製菓、2001年）[162]
- 明治アーモンドチョコ（明治製菓、米倉涼子と共演、2002年）[162]
- アースジェット（アース製薬、単独出演 → 須賀健太と共演、2002年 - ）
- 日本アジア航空（金城武と共演、2000年 - ）[162]
- メットライフ生命保険（高木ブーと共演）
- ペティオ（ヤマヒサ）
- プチシルマ（レダ、研ナオコと共演、2005年 - ）[162]
- 麒麟淡麗グリーンラベル　『ホームランダヨ篇』『ピクニックダヨ篇』『タコアゲダヨ編』（キリンビール、2006年 - ）[162]
- 味ぶし 鮭っ子（永谷園、加藤茶と共演）
- タフデント（小林製薬、2013年 - ）
- パーシャルデント（小林製薬、2014年 - ）
- 豆しば「変なお豆さん編」（電通、2014年） ※アニメーション作品。本人役で声の出演。
- 氷結 （キリンビール、2016年） ※ KEN from EVMとして [163][162]
- CHINTAI「ネットでCHINTAI〜ン」（2016年 - ）[162]
- 湖池屋「カラムーチョ」（2016年）※「ひとみおばあちゃん」に扮して出演

## 音楽

### CD・レコード
- 志村けんの全員集合 東村山音頭（1976年）
- 志村けん&田代まさしとだいじょうぶだぁファミリー「ウンジャラゲ」（1988年、植木等が1969年にリリースした曲のカバー）
- けん&マーシー「婆様と爺様のセレナーデ」（1993年、田代まさしとデュエット、『志村けんのだいじょうぶだぁ』発のユニット）
- けん♀♂けん「銀座あたりでギン!ギン!ギン!」（2001年、研ナオコとデュエット、つんくプロデュース）
- バカ殿様とミニモニ姫。「アイ〜ン体操/アイ〜ン!ダンスの唄」（ミニモニ。と共演、2002年）
- パラパラ東村山音頭（2002年頃、東村山市内限定販売）

## 出版

### 著書
- 『変なおじさん』（1998年10月14日、日経BP社）ISBN 978-4822217273
- 『変なおじさん【完全版】（新潮文庫）』（2002年9月30日、新潮社）ISBN 978-4101360317
- 『変なおじさんリターンズ』（2000年10月5日、日経BP社）ISBN 978-4822217303
- 『志村流　金・ビジネス・人生成功の哲学』（2002年3月22日、マガジンハウス）ISBN 978-4838713219
- 『志村流 遊び術』（2004年2月20日、マガジンハウス）ISBN 978-4838714810
- 『これでカラダだいじょうぶだぁ~!―志村けんのズボラ健康術』（2003年10月1日、アスコム）ISBN 978-4776200567
- 『志村流―当たり前のことが出来れば、仕事も人生も絶対に成功する（王様文庫）』（2005年1月28日、三笠書房）ISBN 978-4837962755
- 『志村けん 160の言葉』（2020年8月、青志社）ISBN 978-4865901061

### 連載
- やっぱり志村さんに訊こう。（月刊CIRCUS）
- 「逆風満帆」朝日新聞、2006年1月7日 - 21日

### 漫画
- わ〜お!ケンちゃん（作：竹村よしひこ、小学館コロコロコミックス、全6巻、1991年 - 1995年）
  - 志村をディフォルメした小学生「志村ケン太」が主人公のギャグ漫画。他のドリフメンバーでは加藤茶がケン太の親友「加藤茶太郎」で、いかりや長介がケン太の通う小学校の校長「おこりや長介」というキャラクター。
  - それ以外の芸能人では、ビートたけしやウッチャンナンチャン、宮沢りえやデーブ・スペクター（デブ・スペクターというデブキャラに設定されている）やダウンタウン、観月ありさ、ジミー大西、津川雅彦（当時、出演していたパナソニックのテレビ受像機「画王」CMキャラクターの王様で）、間寛平、ルー大柴、島木譲二、ラッキィ池田、タモリ、加勢大周（モチーフは加勢だが、「汗体臭」と言う名前の汗臭いキャラに設定されている）、山田邦子などのデフォルメキャラがいる。そのまんま東（現：東国原英夫）もさりげなくキャラとして描かれていた。
  - 連載開始当初は『元気いっぱいシムラくん』というタイトルだったが、すぐに上記タイトルに変更された。なお、志村の通う小学校は板橋区志村小学校となっているが、実際に存在する板橋区立志村小学校とは無関係である。

### 関連書籍
- 『志村けん―わたしはあきらめない』（2003年2月1日、KTC中央出版、編集：NHK「わたしはあきらめない」制作班、KTC中央出版、中央出版）ISBN 978-4877582876
- 『志村けん「笑いの神様」の一生』（2020年6月30日、辰巳出版、編集：しむけん研究会編集部）ISBN 978-4777826261
- 『おとなの週刊現代 2020 Vol.6 いまも愛される 志村けんさんが教えてくれたこと』（2020年8月18日、講談社）ISBN 978-4065213117　[164]

## ゲーム

### テレビゲーム
- ハイパーオリンピック殿様版（1985年、コナミ） - ファミリーコンピュータ。『8時だョ!全員集合』のバカ殿様コントで使用されたものが後に市販された。
- カトちゃんケンちゃん（1987年、ハドソン） - PCエンジン。加藤茶と共演。
- 志村けんのバカ殿様 爆笑天下統一ゲーム（2002年12月6日、TDKコア） - ゲームボーイアドバンス

### パチンコ
- CRフィーバーしむけん（2000年、SANKYO）
- CRフィーバーバカ殿（2002年、SANKYO）
- CR志村ワールド（2006年、SANKYO）
- CRフィーバー変なおじさん（2007年、SANKYO）

### パチスロ
- シムケンG（2000年、ダイドー）
- シムケンS（2000年、ダイドー）
- 変なおじさんS（2002年、ダイドー）

## 商品
- ワンカップ大吟醸 志村けんの言葉ラベル 全6種（180ml瓶詰） 2021年2月15日発売、2021年4月30日までの期間限定[165]。
  - 僕はね、人の笑った顔が好きなんですよ。
  - 人間って酔うと嘘をつけなくなるじゃん。
  - だいじょうぶだぁ
  - 人間には“無駄„が必要なんだ。
  - イヤなことがあっても思いきり笑えば忘れられる。
  - 待っていたって何も起こらないんだ。
- ひとみ婆さんがキャラクターを務めた（湖池屋）
  - ムーチョだョ!全員集合 わさムーチョチップス 旨わさび味（2016年9月）
  - ムーチョだョ!全員集合 わさムーチョスティック 旨わさび味（2016年9月）
  - ムーチョだョ!全員集合 カラムーチョチップス 奇跡のミックス味（2016年11月）
- ケンちゃんラーメン（サンヨー食品） 1988年発売

## 演じた俳優
- 長野こうへい -『あいつ今何してる?』（2019年、テレビ朝日）生前最後の再現ドラマ
- 相川裕滋 -『誰も知らない志村けん -残してくれた最後のメッセージ-』（2020年、日本テレビ）
- 山田裕貴 -『志村けんとドリフの大爆笑物語』（2021年、フジテレビ）